# Keshod Airport
Keshod Airport är en flygplats i Indien.   Den ligger i distriktet Jūnāgadh och delstaten Gujarat, i den västra delen av landet, 1 100 km sydväst om huvudstaden New Delhi. Keshod Airport ligger 51 meter över havet.
Terrängen runt Keshod Airport är platt. Runt Keshod Airport är det tätbefolkat, med 356 invånare per kvadratkilometer. Närmaste större samhälle är Keshod, 2,7 km sydväst om Keshod Airport. Trakten runt Keshod Airport består till största delen av jordbruksmark.